# 北舘洋一郎
北舘 洋一郎（きただて よういちろう、Kitadate Yoichiro、1968年6月6日 - ）は、日本のファッションブランドデザイナー、クリエイティブディレクターである。
NBAライターとしても知られている。

## 人物
岩手県立盛岡第一高等学校、法政大学を卒業後、元内閣総理大臣鈴木善幸および衆議院議員（元環境大臣）鈴木俊一の秘書を務める。
大学時代よりファッションエディター、スポーツライターとして、文藝春秋『Number』、講談社『チェックメイト』、小学館『CanCam』、祥伝社『Boon』などの雑誌で執筆、編集活動をはじめる。
小学館から『NBA大辞典』『KICKS』他を、祥伝社から『グラント・ヒルラストアメリカンヒーロー』『マイケル・ジョーダン黄金伝説』などの著書を出版する。また、NHK BS1の「NBA中継」解説者の一人でもある。

## 略歴
1996年より1999年まで、アメリカ、シカゴに渡り約5年間、マイケル・ジョーダンを取材し、スポーツジャーナリストとして日本の雑誌、新聞、ラジオなどのメディアに出演、執筆をはじめる。
1998年にアパレル事業を開始。東京・青山にセレクトショップ『Firm』をオープン。同時にブランド『Grasscoats（グラスコーツ）』を発表。
1999年に２つめの自社ブランド『DIFFEDUCATION（ディフェデュケーション）』を発表。東京・代官山にセレクトショップ『T6M』をオープン。
2000年、『NIKE（ナイキ）』とエア・ジョーダン１のミレニアムモデルを協業企画し販売。
2001年、『Reebok（リーボック）』とのコラボレーションブランド『gruv（ジーアールユーヴィ）』を発表。
2002年、『Levi's（リーバイス）』の新規プロジェクト事業のディレクターに就任。
アイコンストア『Vintage Clothing Store（ヴィンテージ クロージング ストア）』『Tub Device（タブディバイス）』、新レーベル『Levi’s Fenom（リーバイス　フェノム）』を立ち上げる。
『DIFFEDUCATION』の機能ウエアとして『GORE-TEX』を使用したラインを発表。
2004年、『NHK』にてNBAのテレビ解説を開始。
2006年、『Roberta di Camerino（ロベルタ ディ カメリーノ）』の新規プロジェクトのプロデューサーに就任。
2007年、祥伝社『Boon』の社外副編集長に就任（2008年4月まで）。
『RUSSELL ATHLETIC（ラッセル　アスレティック）』のプロデューサーに就任。
2010年、井上雄彦氏 “リアル"（集英社）と"DIFFEDUCATION"のコラボレーションアパレルとシューズを発表。
2011年、南青山にライフスタイルショップ、『The Tastemakers & Co.』をオープン。
2012年、代官山にThe Tastemakers & Co.の2号店をオープン。
米国『Complex』誌のスニーカー史上最も影響力のある50人に選ばれる。
2013年、『NORITAKA TATEHANA』のクリエイティブディレクター舘鼻則孝氏と共創によるスニーカーブランド『THE DAUGHTERS（ザ ドウターズ）』を発表。
2016年から一時地元のBリーグクラブ岩手ビッグブルズのCEO兼GMを務めていた。